# لوسیان دمانه
لوسیَن دِمانِه (به فرانسوی: Lucien Démanet) ژیمناست زادهٔ ۶ دسامبر ۱۸۷۴ میلادی اهل کشور فرانسه بود.